# 石亭镇 (涞水县)
石亭镇，是中华人民共和国河北省保定市涞水县下辖的一个乡镇级行政单位。

## 行政区划
石亭镇下辖以下地区：
石亭村、山后村、板城村、北庄村、满金峪村、东龙泉村、北龙泉村、西龙泉村、士庄村、高庄村、东营房村、沿庄村、渐村、大赤土村、东赤土村、东水峪村、色树村、敦台村、八里庄村、八岔沟村、上庄村、宋家碾村、陈家庄村、高村、义合庄村、许家磨村、曲家磨村和王家碾村。